# Yugoimport SDPR
Yugoimport SDPR је српска компанија у државном власништву која се бави трговином, наоружањем, одбрамбеном опремом, као и трансфером технологија. То је највећа регионална компанија у области одбрамбене индустрије.
Предузеће је настало 18. јуна 1949. године по одлуци председника владе ФНР Југославије маршала Јосипа Броза Тита, са примарним циљем увоза делова и сировина за потребе домаће војне индустрије. Временом, домаћа производња прерасла је потребе домаћег тржишта тако да је дошло до оријентисања ка иностраним тржиштима. Извоз наоружања Југоимпорт је започео 1953. године. Државном резолуцијом 1974. послови везани за увоз и извоз наоружања су централизовани у оквиру новоформираног Савезног директората за набавке где је био укључен и Југоимпорт. Након резолуције Републике Србије 8. јуна 2006. и неколико реорганизација, Југоимпорт-СДПР се позиционира као компаније у потпуном власништву државе. Током дуге историје пословања, компанија је направила пословни биланс од отприлике 22 милијарде долара кроз трговину наоружања, опреме и технологије.

## Производи
- M-63 Пламен
- М-77 Огањ
- M-94 Пламен С
- М-87 Оркан
- ЛРСВМ Морава
- Нора B-52
- Сора 122mm
- СОКО СП РР 122mm Архивирано на веб-сајту  (3. март 2017)
- Лазар БВТ
- БОВ М11
- БОВ М16 Милош
- Орао Ј-22 2.0
- Премах 39
- Застава НТВ
- Курјак ИБВ
- Муња АПЦ
- МРС Милица
- Милош ОВР
- Бумбар
- МГС-25 Александар
- Шумадија (ракетни систем)

Неки од производа у припремној фази
- Infrared-guided Surface to Air Missile[мртва веза]
- Short-range Air-defence System Архивирано на веб-сајту  (5. мај 2009)
- Amphibious SAVA Mobile SAM System based on the SA-13 Gopher